# Ossie Sandel Leffmann
Ossie Elfride Sandel Leffmann, född Sandel 3 december 1914 i Hjo stadsförsamling, död 30 december 1985 i Malmö, var en svensk journalist och författare. Under 1950-talet utkom hon med fem barnböcker, men hennes skrivande omfattade också dikter,  aforismer, kåserier i dagspress och fackpress, kärleksnoveller och matartiklar för svenska och danska veckotidningar.  
Mot slutet av sin karriär skrev hon även bokrecensioner för lokaltidningarna i Malmö.

## Galleri

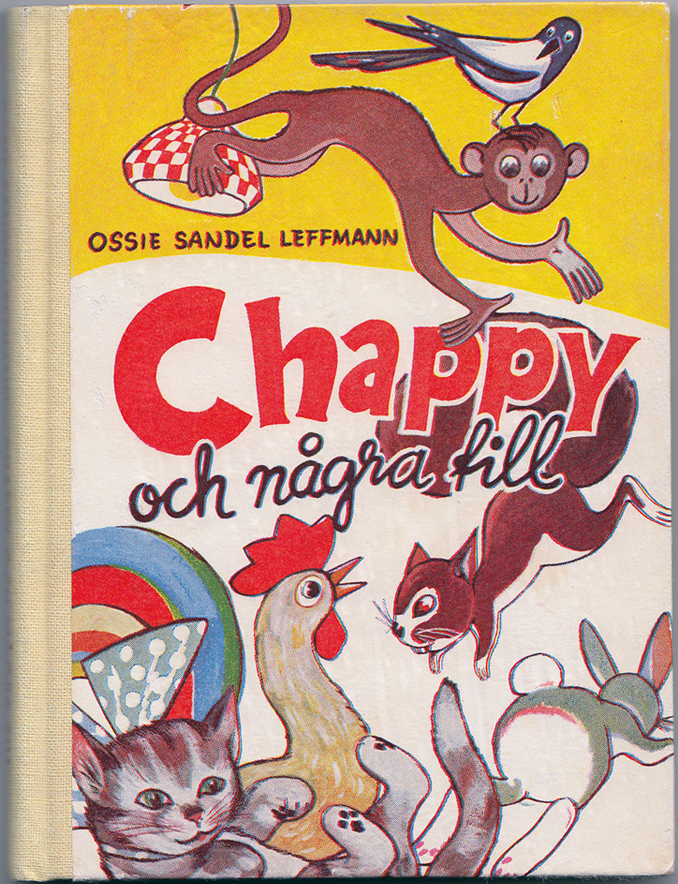
Chappy och några till. utgiven av Harriers bokförlag 1956.